# Bratislavská deklarace
Bratislavská deklarace byla výsledkem setkání zástupců komunistických a dělnických stran Bulharska, Maďarska, NDR, Polska, SSSR a Československa, které se konalo 3. srpna 1968 v Bratislavě.

## Reakce na Pražské jaro
Deklarace byla reakcí na Pražské jaro. Potvrdila neochvějnou věrnost marxismu-leninismu a proletářskému internacionalismu a vyhlásila nesmiřitelný boj „buržoazní“ ideologii a všem „protisocialistickým“ silám. Sovětský svaz rovněž vyjádřil svůj záměr zasáhnout v kterékoli zemi Varšavské smlouvy, pokud bude někdy nastolen „buržoazní“ systém – pluralitní systém několika politických stran.

### Nesouvisející Bratislavská deklarace z roku 2016
Bratislavská deklarace a cestovní mapa z roku 2016 je nesouvisející dokument, který byl výsledkem neformálního setkání 27 hlav států a vlád zemí Evropské unie dne 16. září 2016 v Bratislavě, jemuž předsedal Donald Tusk.